# Чёрная (приток Улуюла)
Чёрная — река в Томской области России. Устье реки находится в 271 км от устья по левому берегу реки Улуюл. Протяжённость реки 56 км, площадь бассейна — 487 км².

## Притоки
- 2 км: Омутная (лв)
- 8 км: Черемушка (лв)

## Данные водного реестра
По данным государственного водного реестра России относится к Верхнеобскому бассейновому округу, водохозяйственный участок реки — Чулым от водомерного поста села Зырянское до устья, речной подбассейн реки — Чулым. Речной бассейн реки — (Верхняя) Обь до впадения Иртыша.
Код водного объекта — 13010400312115200021988.